# Thợ cắt tóc

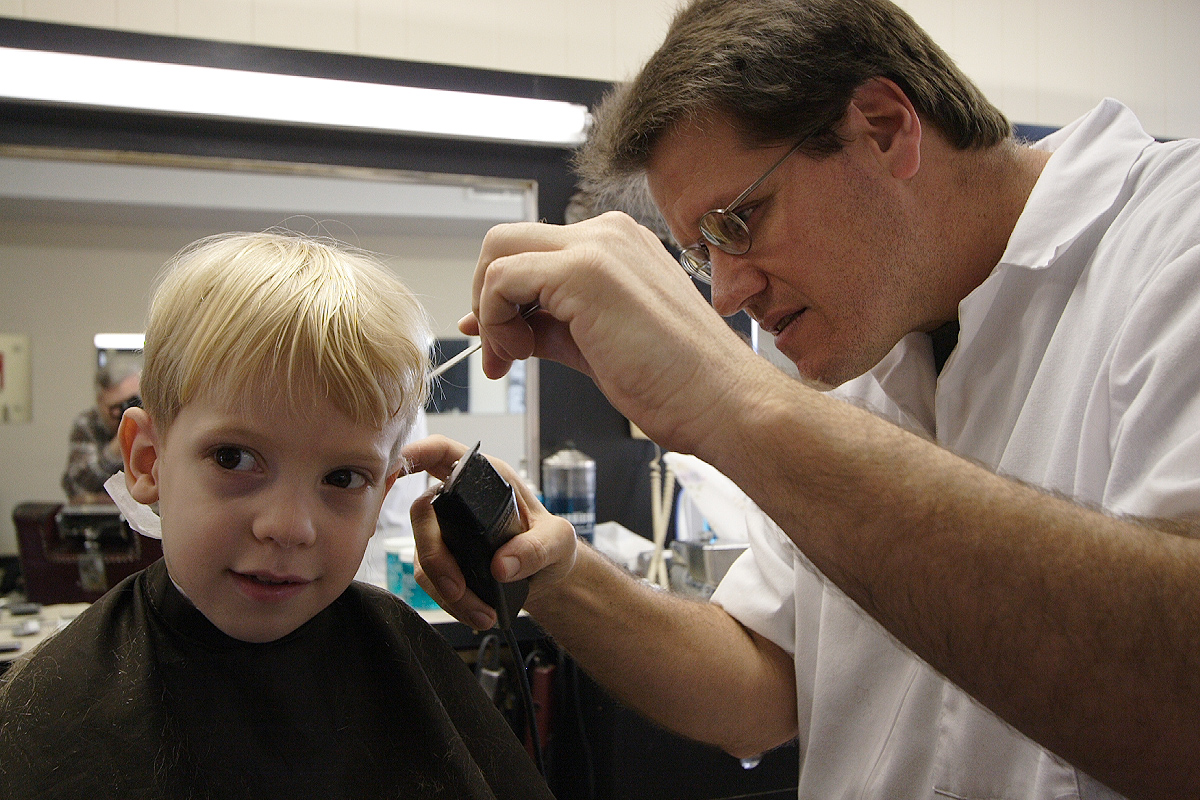
Một cậu bé đang được hớt tóc.

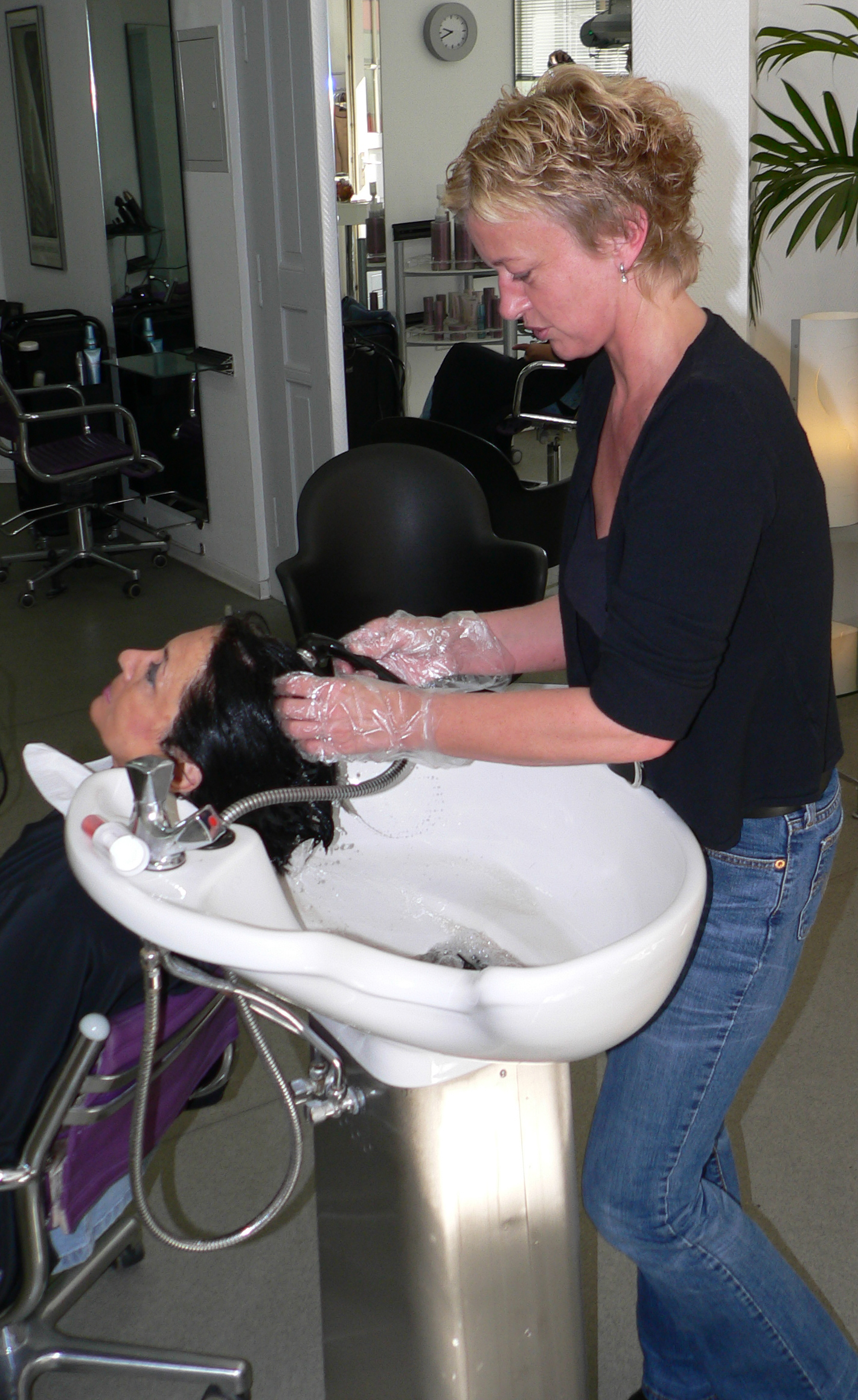
Thợ hớt tóc đang gội đầu cho một phụ nữ

Thợ hớt tóc, hay thợ cắt tóc là một người làm nghề cắt các loại tóc, cạo, và tỉa râu. Trước đây, thợ hớt tóc cũng thực hiện cả phẫu thuật và chữa răng. Thời đại ngày nay, với sự phát triển của dao cạo an toàn và ngày càng ít người để râu, đa số thợ hớt tóc chỉ hớt tóc.
Do đó, mặc dù nhiều thợ vẫn cạo râu khi cần, sự khác biệt lớn nhất trong văn hóa Mỹ và Thịnh vượng chung là thợ hớt tóc chỉ đơn thuần hớt tóc cho đàn ông. Nói chung họ không tạo kiểu hoặc hớt tóc 'kiểu cọ' khi so sánh với những thợ làm tóc làm việc tại các trung tâm (salon) về tóc.
Nơi những thợ hớt tóc làm việc nói chung được gọi là tiệm hớt tóc.
Một số thợ hớt tóc thích xem họ là thợ làm tóc hoặc người thiết kế kiểu đầu. Có một sự nhầm lẫn chung rằng thợ hớt tóc thì không có dịch vụ nào khác ngoài cắt tóc và những chuyên gia thẩm mỹ thực hiện tất cả việc nhuộm và uốn nhưng điều này không đúng. Thợ hớt tóc có thể cắt tóc, tỉa râu, nhuộm, uốn, cạo mặt. Họ cũng được cấp phép làm việc với những sản phẩm thay thế tóc nhân tạo (ví dụ, tóc giả). Nhiều nhà thiết kế hiện tại là một thợ hớt tóc trên giấy tờ. Có một sự cạnh tranh về chuyên môn giữa thợ hớt tóc và chuyên gia thẩm mỹ, cả hai đều được cấp giấy phép và được phép hoạt động. Đã có lúc, cả hai đều được phép hớt tóc, nhưng chỉ có thợ hớt tóc được phép cạo hoặc tỉa râu: việc này cần phải thành thạo trong kỹ thuật sử dụng dao cạo thẳng.

## Lịch sử

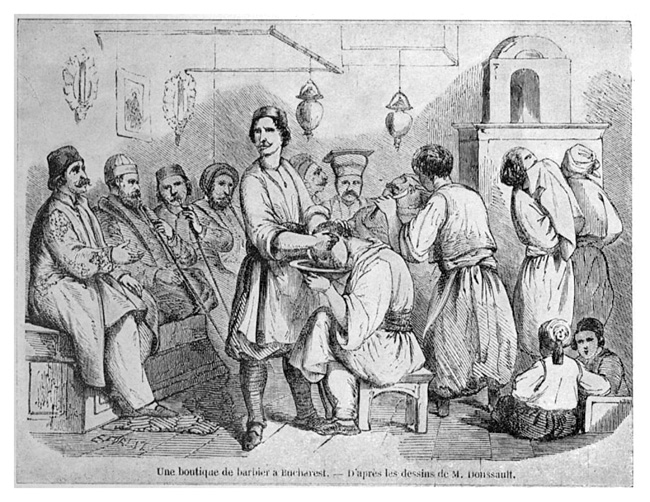
Tiệm hớt tóc tại Bucharest khoảng năm 1842. Khắc gỗ. Như trên hình, tiệm hớt tóc cũng là nơi hội họp.

Công việc hớt tóc đã có từ rất lâu. Dao cạo đã được tìm thấy trong những di vật từ Thời đồ đồng (khoảng 3500 TCN) tại Ai Cập, và hớt tóc được đề cập trong Kinh thánh của Ezekiel, người đã nói "Giờ đây, đứa con trai của người đàn ông, lấy một thanh gươm bén và dùng nó làm dao cạo của người thợ cạo để cạo đầu và râu. (5:1 NIV)"
Việc cạo, có thể là đầu hoặc mặt, không phải lúc nào cũng là một công việc đương nhiên, vì nó đã được ghi trong luật pháp tại Anh và ở các nơi khác. Sự sạch sẽ và sang trọng do đó không phải là lý do chính cho hành động "cạo sạch"; nguồn gốc còn ở sâu xa bên trong. Trước khi cuộc chinh phục của người Macedonia đem đến thói quen cạo sạch, κουρευς trong tiếng Hy Lạp agora sẽ tỉa và tạo kiểu cho râu, tóc, móng tay cho khách hàng quen, trong khi có thể tán gẫu và thảo luận tự do với nhau.
Hớt tóc du nhập vào La Mã từ thuộc địa Hy Lạp ở Sicilia vào năm 296 TCN và những tiệm hớt tóc nhanh chóng trở thành những trung tâm phổ biến với những tin tức và tán gẫu hàng ngày. Một chuyến thăm buổi sáng đến tonsor trở thành một phần của nói quen thường nhật cũng quan trọng như đi đến nhà tắm công cộng, và những lần cạo ra râu đầu tiên của những chàng thanh niên (tonsura) là một phần quan trọng trong buổi lễ thành niên của anh ta. 

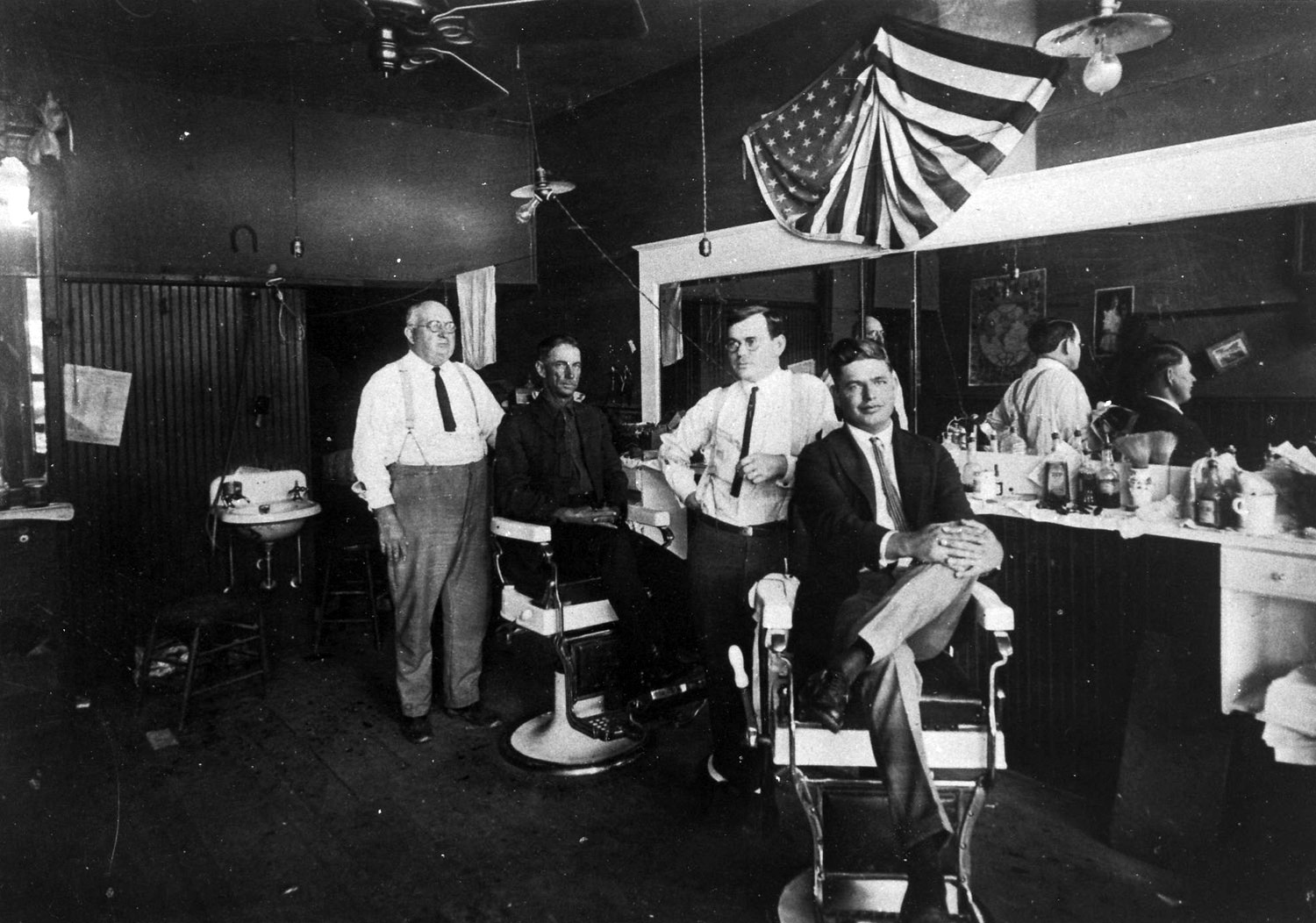
Bên trong một tiệm hớt tóc, khoảng năm 1920

Một vài tonsores người La Mã trở nên giàu có và quyền lực, điều hành những tiệm đã trở thành những loci publici (nơi công cộng) ưa thích của cộng đồng; đa số họ chỉ đơn giản là thương nhân, sở hữu một ngôi nhà mặt tiền hoặc bỏ một cái ghế trên đường và sẽ cạo mặt với giá chỉ một quadrans (đơn vị tiền rất thấp của La Mã). Một số người bị mang tiếng là những tên đồ tể vụng về khi để lại những vết cắt trên cằm và má khách hàng; những cái dao cạo bằng đồng thau hoặc đồng đỏ (không bao giờ là thép) sẽ bị đổ thừa về chuyện đó. Những thợ hớt tóc giỏi hơn có thể sử dụng thuốc rụng lông cho những khách hàng không muốn dùng dao cạo.
Thợ hớt tóc trước đây còn là những nhà phẫu thuật và nha sĩ. Cùng với cắt tóc, làm tóc, và cạo, những thợ hớt tóc còn thực hiện phẫu thuật, trích máu, giác lễ, thụt, và nhổ răng. Do đó họ được gọi là nhà phẫu thuật hớt tóc và họ đã lập ra tổ chức đầu tiên của mình vào năm 1094.